# Рощинский сельсовет (Пензенская область)
Ро́щинский сельсове́т — муниципальное образование в Сердобском районе Пензенской области. Имеет статус сельского поселения.

## Общие сведения
Рощинский сельсовет расположен в центральной части Сердобского района. Площадь сельсовета — 13389 га. На территории сельского совета расположены 7 магазинов, спортзал, 2 библиотеки, врачебная амбулатория (в селе Рощино), средняя общеобразовательная школа (в селе Рощино), средняя общеобразовательная школа (в селе Рощино), 2 детских сада (в селе Рощино), молитвенный дом в честь святых первоверховных апостолов Петра и Павла. Общее население сельского совета на 1 января 2011 года — 1742 человека.

## Население
| 2002  | 2010  | 2012  | 2013  | 2014  | 2015  | 2016  |
| ----- | ----- | ----- | ----- | ----- | ----- | ----- |
| 1994  | ↘1742 | ↘1719 | ↘1710 | ↘1682 | ↘1672 | ↘1611 |
| 2017  | 2018  | 2021  |       |       |       |       |
| ↘1565 | ↘1540 | ↗1608 |       |       |       |       |

## Состав сельского поселения
| № | Населённый пункт | Тип населённого пункта       | Население |
| - | ---------------- | ---------------------------- | --------- |
| 1 | Октябрьское      | посёлок                      | ↘225      |
| 2 | Рощино           | село, административный центр | ↘1514     |
| 3 | Рянза            | село                         | ↗3        |

## Адрес
442864, Пензенская область, Сердобский район, с. Рощино, ул. Советская, 28. Тел.: +7 84167 9-15-20